# Ednaswap
Ednaswap war eine US-amerikanische Alternative-Rock-Band aus Los Angeles, die zwischen 1993 und 1998 existierte.
Obwohl ihre Veröffentlichungen relativ unbekannt sind, wurden Songs von Ednaswap weltweit bekannt, als sie von anderen Künstlern gecovert wurden. Ihr Lied Torn, gecovert von Natalie Imbruglia, produziert von Ko-Autor Phil Thornalley für ihr Debüt-Album, wurde in dieser Version ein weltweiter Hit. The State I'm In wurde im Jahr 2000 von Sinéad O’Connor gecovert, produziert von den Songschreibern und damaligen Ednaswap-Mitgliedern Anne Preven und Scott Cutler.
Anne Preven, Scott Cutler und Scot Coogan formierten nach Auflösung von Ednaswap die kurzlebige Band Annetenna. Carla Azar gründete im Jahr 2000 zusammen mit Eugene Goreshter und dem ehemaligen Failure-Gitarristen Greg Edwards die Band Autolux.
Frontfrau Anne Preven kam im Traum auf den Bandnamen; in diesem Traum spielte sie in einer Band dieses Namens, die so schlecht war, dass sie von der Bühne gebuht wurde.

## Stil
Wie bei vielen Bands entwickelte sich der Stil mit beinahe jeder Veröffentlichung. Das selbst betitelte Debütalbum lässt sich am besten als Post-Grunge beschreiben, allerdings waren Chicken und Wacko Magneto zweifelsfrei „dreckiger“ Hard Rock mit einigen Ähnlichkeiten zu Veruca Salt und Hole auf ihrem Album Live Through This.

## Diskografie
- 1995: Ednaswap (Eastwest Records)
- 1995: Glow (Promotional Single) (Eastwest Records)
- 1995: Torn (Promotional Single) (Eastwest Records)
- 1996: Chicken EP (Island Records)
- 1997: Wacko Magneto (Island Records)
- 1997: Sampler Cassette (Island Records)
- 1997: Clown Show (DJ Single) (Island Records)
- 1997: Torn (DJ Single) (Island Records)
- 1997: Back on The Sun (Single) (Island Records)
- 1998: Wonderland Park (Island Records)